# Dendroceros foliatus
Dendroceros foliatus là một loài rêu trong họ Dendrocerotaceae. Loài này được Spruce mô tả khoa học đầu tiên năm 1885.